# Pretoriánská garda

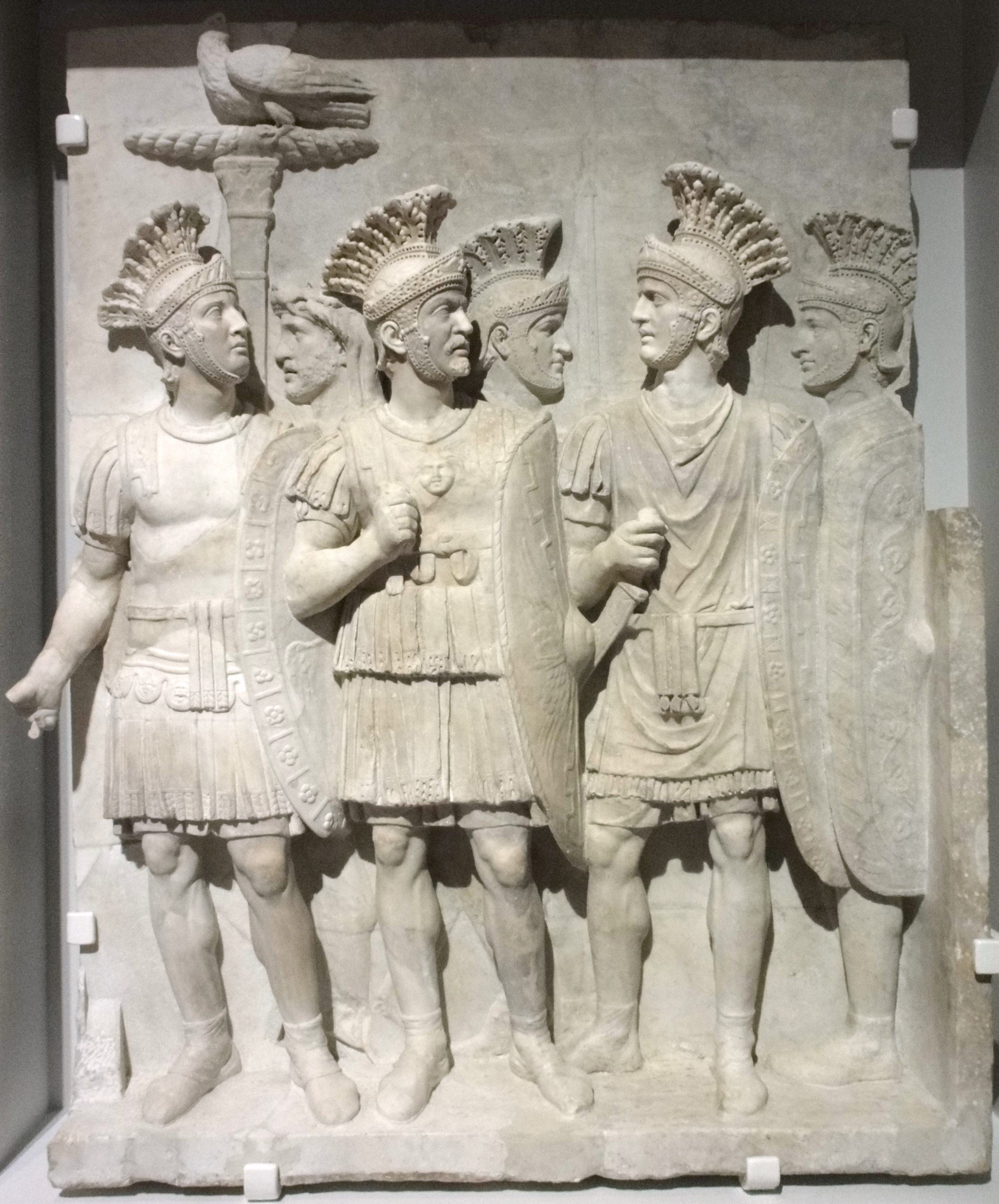
Praetoriáni, mramorový reliéf z Klaudiova vítězného oblouku

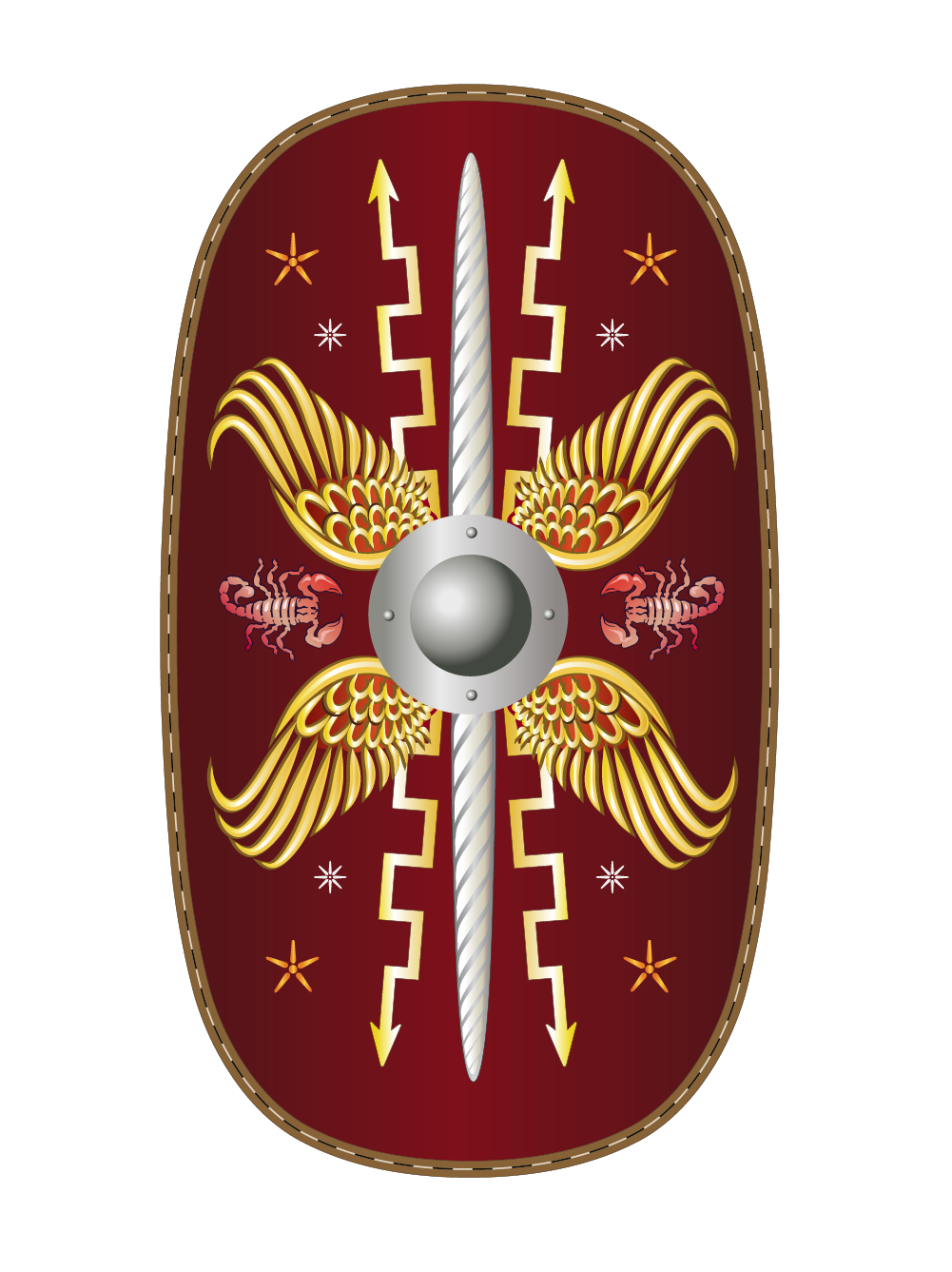
Štít (scutum) pretoriánů v 1. století

Pretoriánská garda (latinsky Praetoriani) byla elitní jednotka tvořící osobní stráž římských císařů. V pozdních fázích impéria byl vliv pretoriánů a jejich velitelů nesmírný, často větší než vliv samotného císaře. Nezřídka sesazovali nebo dosazovali císaře na trůn. Jako první je ve válce použil Augustus – uplatnili se a byli pak používáni i nadále. Měli velký štít a kopí, často byli v boji seřazováni do útvaru tzv. želvy.

## Historie

### Vznik
Název pretoriáni se odvozuje od hlavního prostranství legionářského tábora se stanem velitele (praetorium). Bylo zvykem mnoha římských vojevůdců sestavit si z legionářů soukromou jednotku, která hlídala stan nebo fungovala jako osobní stráž. Tato jednotka se skládala z pěšího vojska i jízdy. Uvedená kohorta byla později nazývána cohors praetoria. Mnoho známých vojevůdců využívalo těchto jednotek – např. Gaius Julius Caesar, Marcus Antonius a Augustus (Oktavián).
Když se Augustus stal v roce 27 př. n. l. vládcem římského impéria, usoudil, že se takováto jednotka hodí nejen ve válce, ale i v politice, a rekrutoval z řad legií celé říše praetoriánskou gardu.[zdroj?]

### Praetoriáni za Augusta
Jednotka, která byla za Augusta původně sestavena, se od pozdější gardy výrazně lišila. Zatímco Augustus potřeboval ochranu v římské vnitřní politice, snažil se současně i o zachování republikánské fasády svého režimu. Z tohoto důvodu povolil sestavení 9 kohort o 500 mužích, ze kterých tři směly současně sloužit ve městě Římu. Zároveň byla sestavena zvláštní jednotka kavalérie (turma) o 30 mužích. Zatímco tři kohorty nenápadně sloužily jako stráž v paláci a ve větších budovách, zbylé kohorty byly umístěny v městech v blízkém okolí Říma. Od těchto jednotlivých kohort nehrozilo žádné nebezpečí.[zdroj?]

### Praetoriáni po Augustově smrti

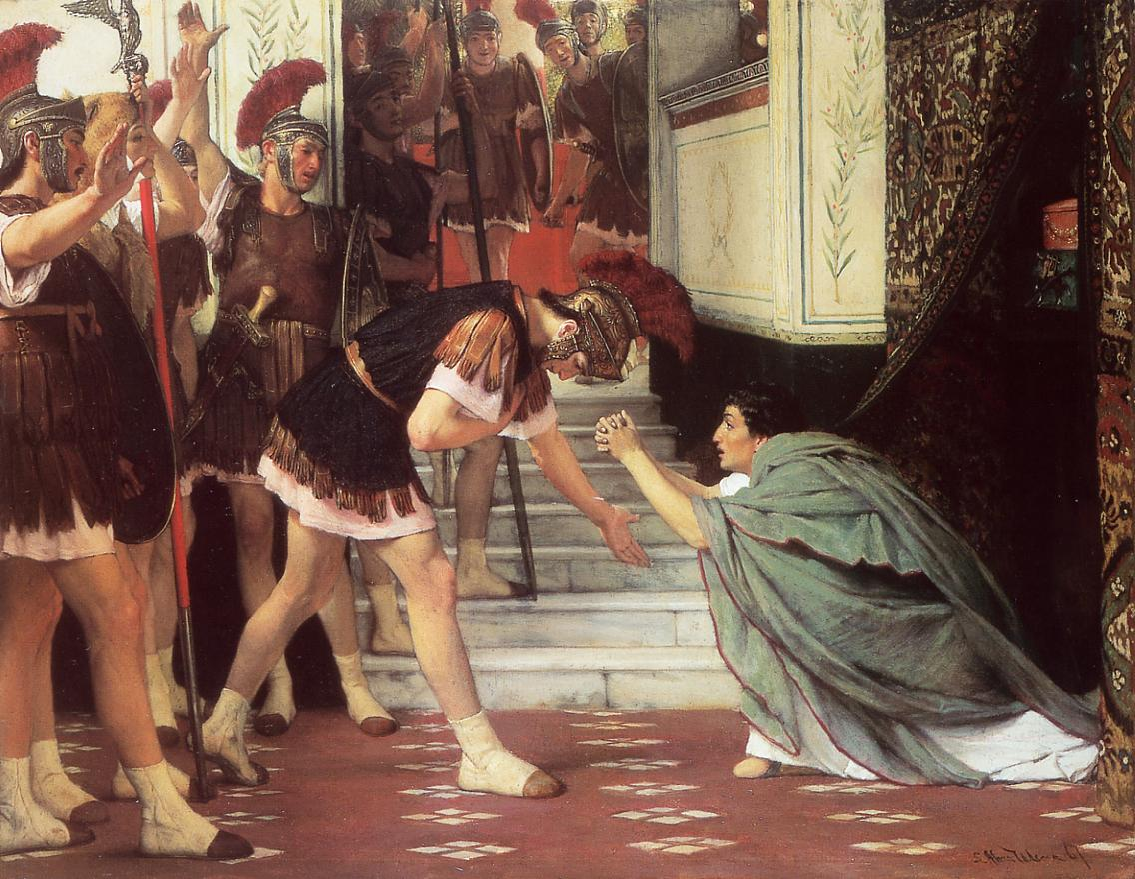
Prohlášení Claudia císařem od Lawrence Alma-Tadema, 1867. Podle jedné z verzí příběhu o Claudiovi, jej členové Pretoriánské gardy v roce 41, poté co byl zavražděn císař Caligula, objevili jak se skrývá za závěsem a prohlásili ho císařem.

Augustova smrt 19. srpna roku 14 n. l. ukončila smír v praetoriánské gardě. Prefekt Lucius Aelius Seianus zařídil přestěhování gardy z italických kasáren do Říma.[zdroj?]

### Odstavení pretoriánů
V roce 284 císař Diocletianus snížil význam gardy, protože žil v Nikomédii, přibližně 100 km od Byzantiu v Malé Asii, pretoriáni již nebyli součástí palácového života. V roli osobních strážců císařů je po dobu tetrarchie nahradily dvě nové jednotky Ioviani a Herculiani (pojmenovaní podle bohů Jova a Herkula). Na konci Diocletianovy vlády, 1. května 305, sídlila v jejich táboře Castra Praetoria pouze menší posádka.[zdroj?]

### Zánik
Dne 28. října 306 pretoriáni prohlásili císařem Maxentia, syna císaře Maximiana, který v jeho prospěch odstoupil. Na příkaz augusta Galeria se pokusil gardu rozpustit caesar Flavius Severus, ale dosáhl pouze jejich revolty a připojení k Maxentiovi. Když Konstantin v roce 312 podnikl invazi do Itálie, tvořily pretoriánské kohorty většinu Maxentiovy armády. Maxentius byl v bitvě u Milvijského mostu poražen a při ústupu se utopil v Tibeře. Vítězný Konstantin později v Římě poslední zbytky Pretoriánské gardy rozpustil. Vojáci byli posláni do různých části říše a tábor Castra Praetoria byl stržen. Pretoriáni sloužili císařům přes 300 let. Zničení jejich pevnosti bývá někdy vnímáno jako velké gesto a milník ukončující jedno období impéria a značící nový věk.[zdroj?]

### Náhrada za pretoriány
Jako náhradu za equites singulares Augusti, jízdní složku pretoriánů, vytvořil Konstantin nový oddíl Scholae Palatinae, který se stal novou osobní a palácovou gardou římských císařů. Po zániku západořímské říše sloužily nadále jednotky východních Scholae východořímským neboli byzantským císařům až do 11. století, kdy byly Alexiem I. Komnenem rozpuštěni.